# Seung Woo Choi
Seung Woo Choi (Gangneung, 3 de novembro de 1992) é um lutador sul-coreano de artes marciais mistas, atualmente competindo no peso pena do Ultimate Fighting Championship.

## Carreira no MMA

### Ultimate Fighting Championship
Choi fez sua estreia no UFC em 20 de abril de 2019 no UFC Fight Night: Overeem vs. Oleinik contra Movsar Evloev. Ele perdeu a luta por decisão unânime.
Choi enfrentou Gavin Tucker em 27 de julho de 2019 no UFC 240: Holloway vs. Edgar. Ele perdeu por finalização no terceiro round.
Choi em seguida enfrentou Suman Mokhtarian em 21 de dezembro de 2019 no UFC Fight Night: Edgar vs. The Korean Zombie. Ele venceu a luta por decisão unânime.

## Cartel no MMA
| Cartel no MMA   |             |            |
| 15 lutas        | 10 vitórias | 5 derrotas |
| Por nocaute     | 6           | 1          |
| Por finalização | 0           | 2          |
| Por decisão     | 4           | 2          |

| Res.    | Cartel | Oponente         | Método                  | Evento                                       | Data       | Round | Tempo | Local              | Notas                               |
| ------- | ------ | ---------------- | ----------------------- | -------------------------------------------- | ---------- | ----- | ----- | ------------------ | ----------------------------------- |
| Derrota | 10–5   | Joshua Culibao   | Decisão (dividida)      | UFC 275: Teixeira vs. Procházka              | 11/06/2022 | 3     | 5:00  | Kallang            |                                     |
| Derrota | 10-4   | Alex Caceres     | Finalização (mata leão) | UFC Fight Night: Costa vs. Vettori           | 23/10/2021 | 2     | 3:31  | Enterprise, Nevada |                                     |
| Vitória | 10-3   | Julian Erosa     | Nocaute Técnico (socos) | UFC on ESPN: The Korean Zombie vs. Ige       | 19/06/2021 | 1     | 1:37  | Las Vegas, Nevada  | Performance da Noite                |
| Vitória | 9-3    | Youssef Zalal    | Decisão (unânime)       | UFC Fight Night: Overeem vs. Volkov          | 06/02/2021 | 3     | 5:00  | Las Vegas, Nevada  |                                     |
| Vitória | 8-3    | Suman Mokhtarian | Decisão (unânime)       | UFC Fight Night: Edgar vs. The Korean Zombie | 21/12/2019 | 3     | 5:00  | Busan              |                                     |
| Derrota | 7-3    | Gavin Tucker     | Finalização (mata leão) | UFC 240: Holloway vs. Edgar                  | 27/07/2019 | 2     | 3:17  | Edmonton, Alberta  |                                     |
| Derrota | 7-2    | Movsar Evloev    | Decisão (unânime)       | UFC Fight Night: Overeem vs. Oleinik         | 20/04/2019 | 3     | 5:00  | São Petersburgo    | Estreia no UFC.                     |
| Vitória | 7-1    | Jae Woong Kim    | Nocaute (soco)          | TFC 16                                       | 09/12/2017 | 2     | 2:47  | Seoul              | Ganhou o Cinturão Peso Pena do TFC. |
| Vitória | 6-1    | Young Bok Kil    | Nocaute Técnico (socos) | TFC 15                                       | 22/07/2017 | 1     | 1:33  | Seoul              |                                     |
| Derrota | 5-1    | Jae Woong Kim    | Nocaute Técnico (socos) | TFC 14                                       | 06/03/2017 | 1     | 0:36  | Seoul              | Pelo Cinturão Peso Pena do TFC.     |
| Vitória | 5-0    | Min Gu Lee       | Nocaute (soco)          | TFC 12                                       | 11/09/2016 | 4     | 2:38  | Seoul              |                                     |
| Vitória | 4-0    | Rocky Lee        | Decisão (unânime)       | Art of War 17                                | 30/04/2016 | 2     | 5:00  | Beijing            |                                     |
| Vitória | 3-0    | Tae Seok Oh      | Nocaute (joelhada)      | TFC 10                                       | 19/03/2016 | 1     | 1:55  | Seoul              |                                     |
| Vitória | 2–0    | Nurzhan Tutkaev  | Decisão (unânime)       | Kunlun Fight: CageSeries 4                   | 04/11/2015 | 3     | 5:00  | Astana             |                                     |
| Vitória | 1–0    | Tae Seung Yoon   | Nocaute Técnico (lesão) | TFC 8                                        | 15/08/2015 | 1     | 1:45  | Seoul              | Estreia nos Penas.                  |